# 宋刑準
宋刑準（： Song Hyeong-Jun，日語：ソンヒョンジュン，2002年11月30日—），未正名前被譯作宋亨俊，STARSHIP娛樂旗下男藝人。2019年，參加韓國Mnet選秀節目《PRODUCE X 101》，作為X1成員出道，團內擔任主舞、副RAP的擔當。2020年，作為CRAVITY成員活動。

## 個人經歷

### 練習生時期
曾面試STARSHIP娛樂與SM娛樂，並都獲得錄取。由於認為自身在SM娛樂出道可能性較低，在經過取捨後，決定加入STARSHIP娛樂成為旗下練習生，並且度過一年三個月的練習生生涯。在STARSHIP娛樂面試的歌曲為winner的Don't flirt。

### PRODUCE X 101 時期
2019年5月3日，以STARSHIP娛樂旗下練習生的身份，參加韓國Mnet選秀節目《PRODUCE X 101》，並於7月19日以第4名的成績在該節目中成功取得獲得出道資格。

### X1 時期
2019年
8月22日，《 X1 FLASH》在韓國Mnet電視台出道;
8月27日，透過首張迷你專輯《飛翔：QUANTUM LEAP》，以主打歌《Flash》，作為X1成員出道，團內領舞、副RAP擔當。X1出道作亦登上19區iTunes冠軍。
9月1日，以出道曲《FLASH》在《The Show》浦項公演現場獲得首個一位，總共獲得11個一位。
11月至12月期間，組合X1暫停所有的活動。12月30日，CJ E&M宣布會繼續支緩X1未來的活動。
2020年
1月6日，官方公告X1解散。1月9日，於STARSHIPZ練習生用社交帳號發文，公開手寫信，表達X1時期的感想和對粉絲One it的感激。

### CRAVITY時期
2020年
2月13日，Starship表示推出九人男團。
3月15日，公告團名為CRAVITY。
4月14日，透過首張迷你專輯《HIDEOUT》出道。
2023年
9月19日，以固定MC出演 Youtube節目《Hot zip2》。
11月8日，與AHOF成員車雄基一起以固定MC出演Youtube節目《그센터는아니지만》。
2024年
3月6日，宣布與NCT成員肖俊以及UNIS成員Nana共同成為SBS M《THE SHOW》MC。
3月19日，以布丁z MC組合名與NCT成員肖俊以及UNIS成員Nana首次主持SBS M《THE SHOW》。
12月3日，從SBS M《THE SHOW》下車。
2025年
2月26日，再度宣布與NCT成員肖俊以及izna成員鄭勢譬(SAE BI)共同成為SBS M《THE SHOW》MC。
3月4日，以NFz MC組合名與NCT成員肖俊以及izna成員鄭勢譬(SAE BI)首次主持SBS M《THE SHOW》。
5月13日，宣布與Monsta X成員李玟赫共同擔任《一週的偶像주간 아이돌》固定MC。
6月6日，以Chefz MC組合名與Monsta X成員李玟赫共同主持的《一週的偶像주간 아이돌》 Ep.696播出。

## 音樂作品

### 其他單曲
| 發佈日期      | 專輯名稱                                | 歌曲名稱                   | 演唱者        | 備註   |
| 2019年        | 2019年                                  | 2019年                     | 2019年        | 2019年 |
| ------------- | --------------------------------------- | -------------------------- | ------------- | ------ |
| 2019年3月21日 | PRODUCE X 101 - X1-MA                   | _지마 (X1-MA)              | PRODUCE X 101 |        |
| 2019年7月5日  | PRODUCE X 101 - 31 Boys 5 Concepts - EP | Pretty Girl 아뻐이뻐       | Crayon        |        |
| 2019年7月19日 | PRODUCE X 101 - Final                   | To My World、Dream For You | PRODUCE X 101 |        |

## 影視作品

### 綜藝節目
| 日期                 | 電視台 | 節目名稱         | 集數    | 備註               |
| 2019年               | 2019年 | 2019年           | 2019年  | 2019年             |
| -------------------- | ------ | ---------------- | ------- | ------------------ |
| 2019年5月3日-7月19日 | Mnet   | PRODUCE X 101    | EP 1-12 |                    |
| 2019年8月31日        | tvN    | 傻瓜們的監獄生活 | EP 25   | 與 金曜漢、 金宇碩 |

## 外部連結
- STARSHIP娛樂的官方網站（页面存档备份，存于）